# Kasteel Grésillon
Kasteel Grésillon (Frans: Château de Grésillon, Esperanto: Kastelo Greziljono) is een kasteel dat 250 km ten zuidwesten van Parijs ligt. Om het kasteel ligt een park van 18 hectare.
Het kasteel is eigendom van de non-profitorganisatie "Kulturdomo de Esperanto", opgericht in 1951. Het kasteel wordt regelmatig bezocht door studenten van het Esperanto, vooral in de zomer.

## Galerij

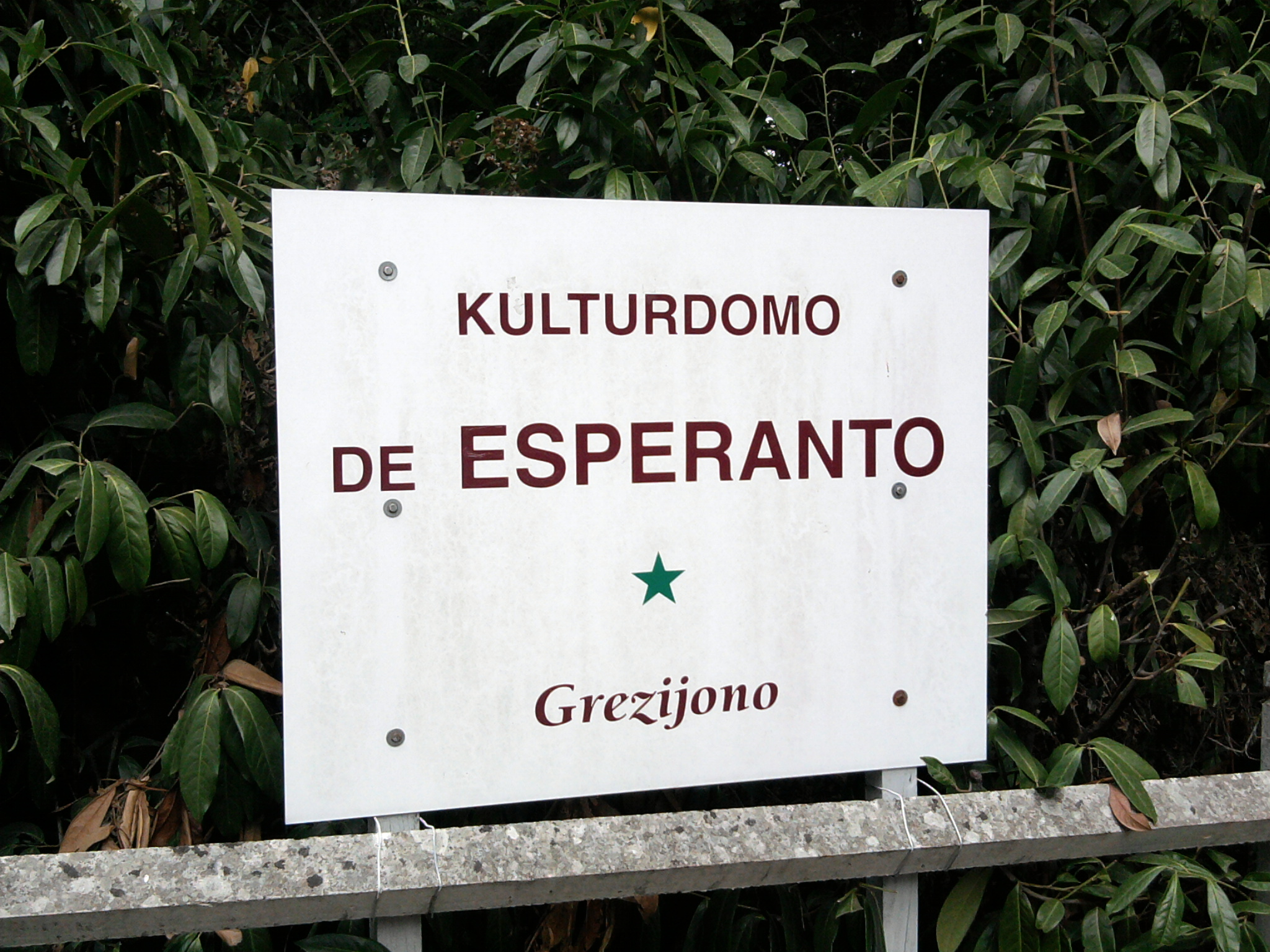
Ingang van het park
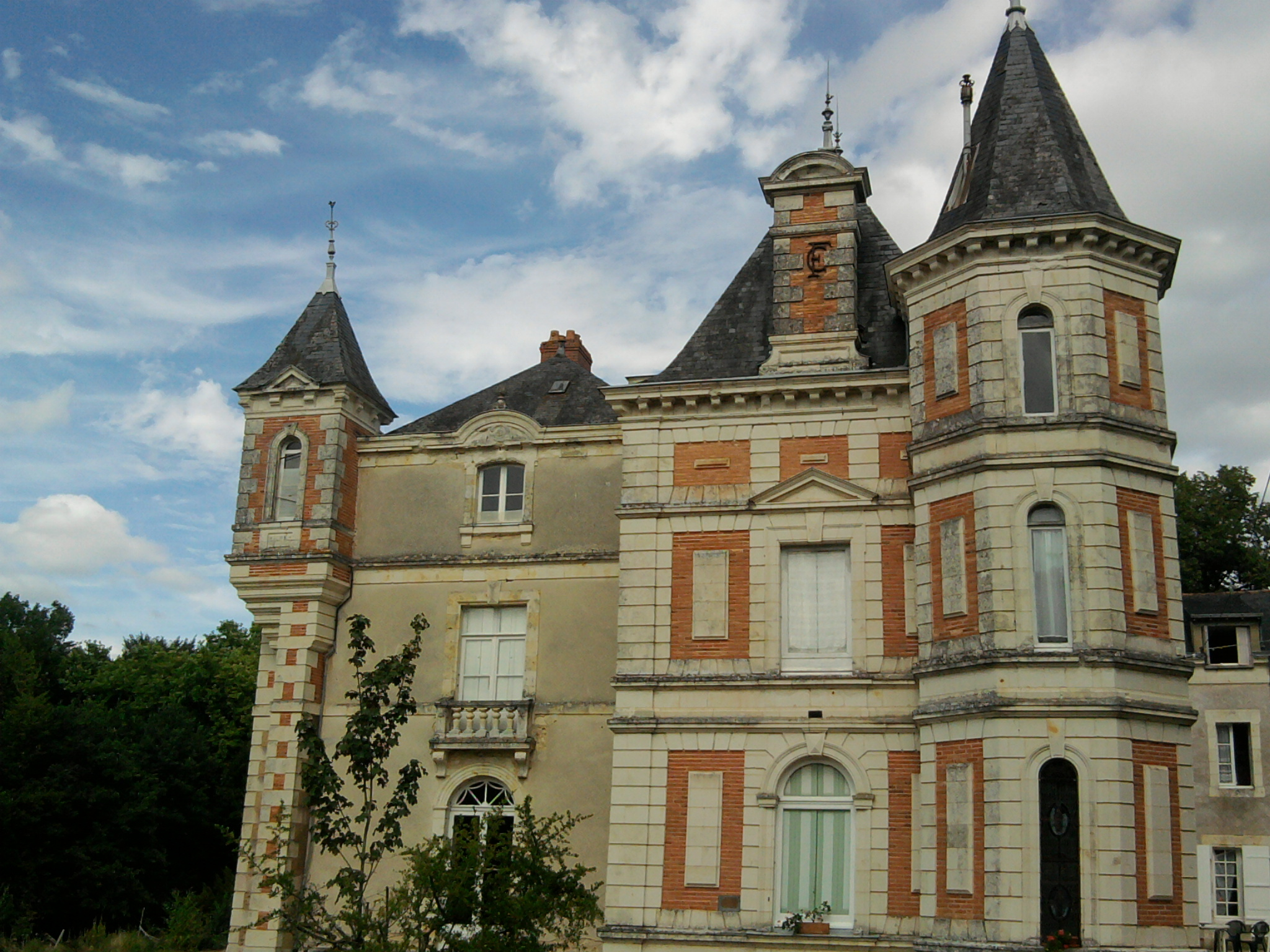
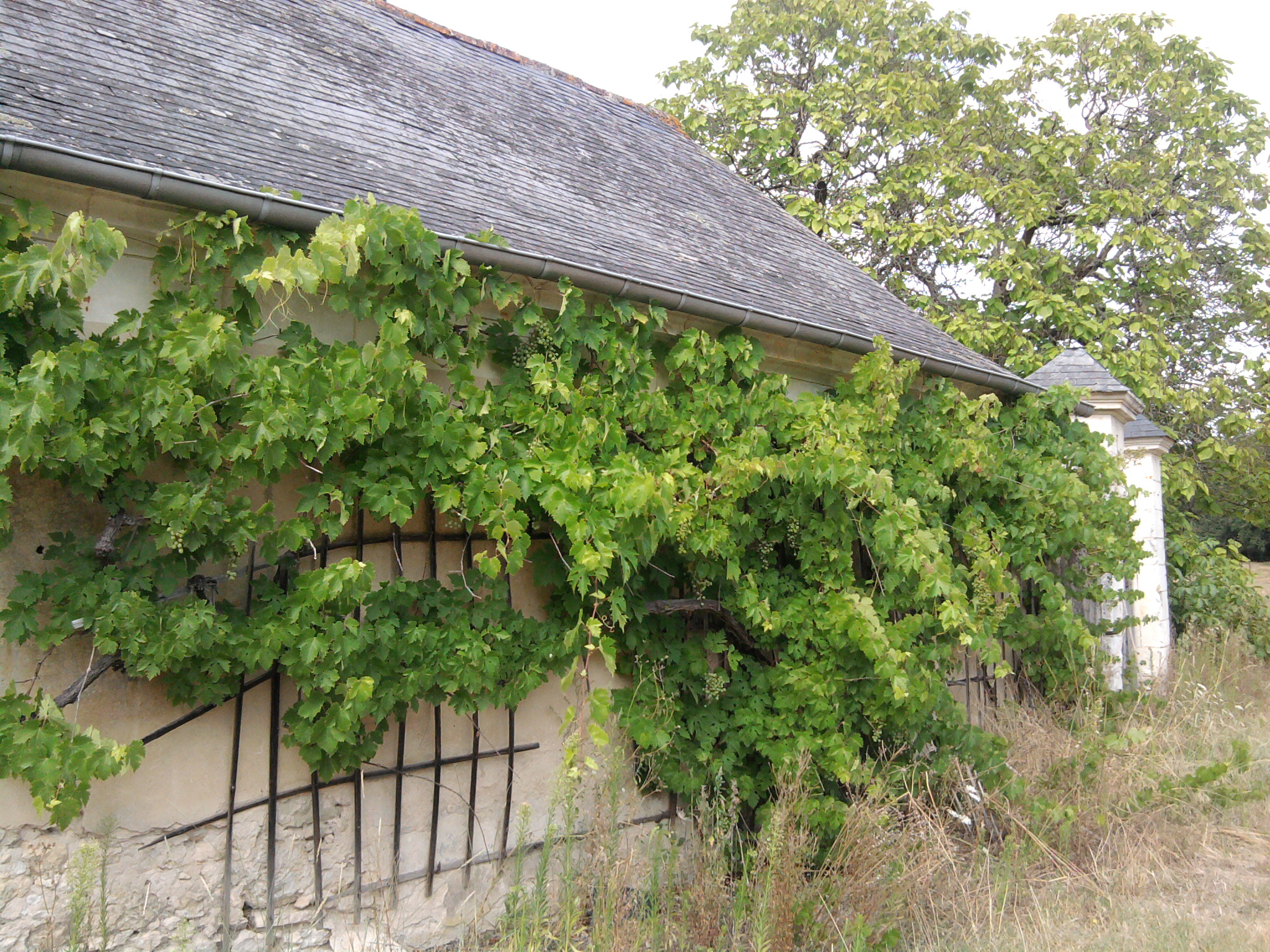
Wijnstokken aan de muur
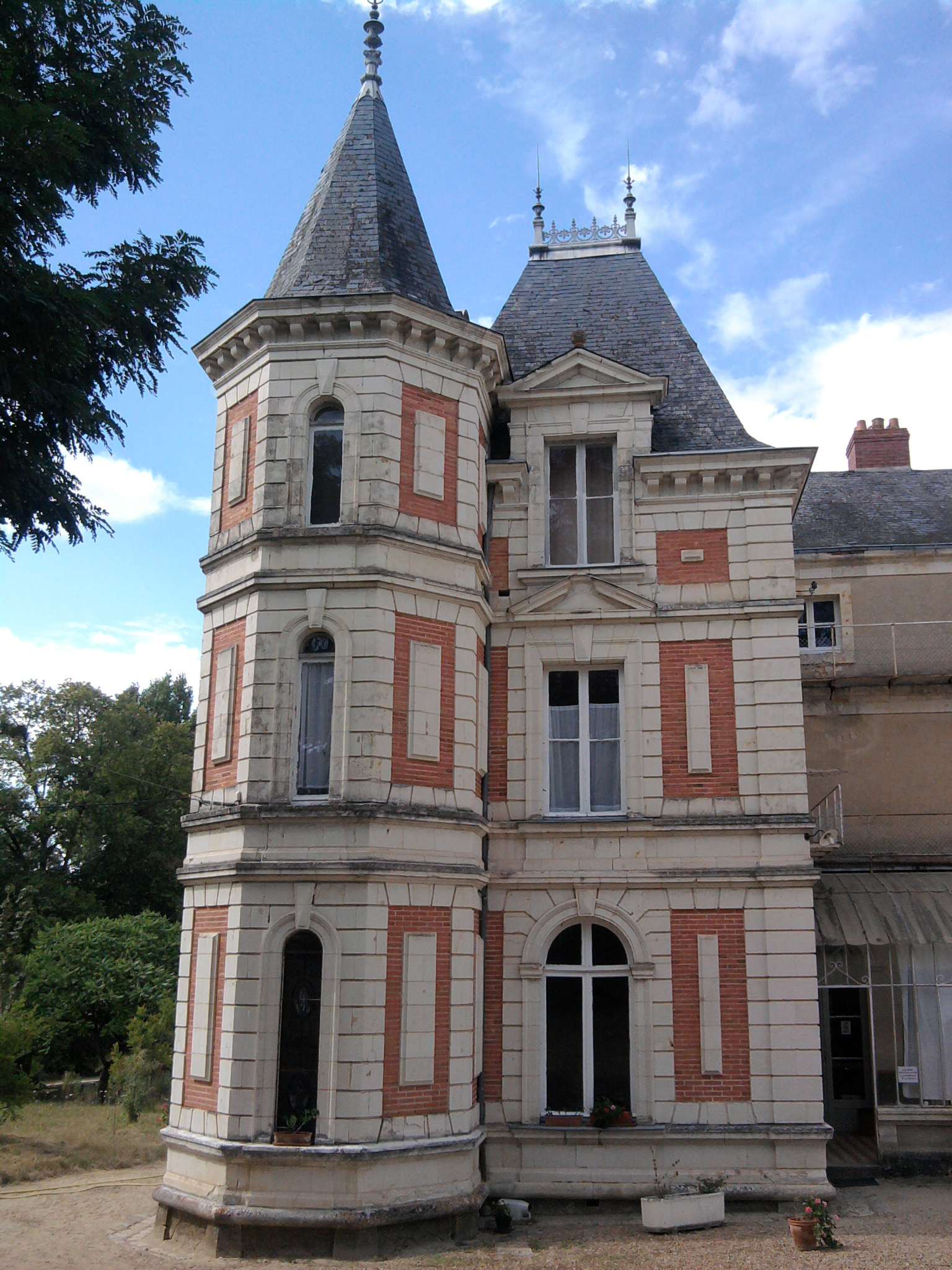